# Johan Alfred Ahlström
Johan Alfred Ahlström, född 1 januari 1833 i Stockholm, död 26 mars 1910 i Stockholm, var en svensk tonsättare, kyrkomusiker och musikpedagog.

## Biografi
Ahlström var son till  sadelmakaregesällen Johan Ahlström och Kristina Ulrika Dittling. Redan vid elva års ålder hade han spelat orgel vid skolans morgongudstjänster och vid tretton års ålder skötte han orgelverket i änkehusets kyrka i Stockholm.
Ahlström avlade folkskolelärarexamen 1848 och organistexamen 1853 och var verksam bland annat i Tyska kyrkan och i Katolska kyrkan i Stockholm. Han var organist i Frimurareorden och kördirigent i Par Bricole samt Typografiska föreningens sångkör 1856–1880. Bland Ahlströms tonsättningar märks främst manskvartetter (bland andra Slumra ljuva) och ofta sjungna körbearbetningar av Bellmanssånger. Han invaldes som associé nr 78 i Kungliga Musikaliska Akademien den 31 augusti 1857.